# Ivo Belet
Ivo Maria Robert Belet (Sint-Truiden, 7 juni 1959) is een Belgisch politicus voor de CD&V.

## Levensloop
Hij studeerde af in 1981 aan de KU Leuven als licentiaat Germaanse filologie. In 1988 volgde een bachelor Economie aan het Limburgs Universitair Centrum en in 1996 behaalde hij er een Master of Business Administration.
Van 1983 tot 1984 liep Belet stage bij het Europees Parlement en de Europese Commissie en van 1984 tot 1985 was hij medewerker van Europees Parlementslid Lambert Croux. Nadien ging hij in 1985 aan de slag als redacteur nieuwe media bij Concentra. In 1989 maakte hij de overstap naar de VRT, waar hij aan de slag ging bij de radionieuwsdienst. Vervolgens werd hij aldaar journalist en nieuwslezer van Het Journaal en tussen 1990 en 1995 presentator van De Zevende Dag, alsook anker voor het duidingsmagazine Terzake op Canvas. In 2004 verliet Belet de journalistiek om actief te worden in de politiek. 
Van 2004 tot 2019 zetelde Belet in het Europees Parlement voor de CD&V. Hij was er lid van de Europese Volkspartij (EVP) en zetelde van 2004 tot 2006 en van 2009 tot 2014 in de commissie voor Industrie, Onderzoek en Energie, van 2006 tot 2009 in de commissie voor Cultuur en Onderwijs en van 2014 tot 2019 in de commissie voor Milieubeheer, Volksgezondheid en Voedselveiligheid. Tevens was hij van 2009 tot 2014 ondervoorzitter van de ASEAN-delegatie en van 2016 tot 2017 ondervoorzitter van de enquêtecommissie naar emissiemetingen in de automobielsector.
Van januari 2007 tot januari 2020 was hij ook gemeenteraadslid van Hasselt. Zijn partij, de CD&V, vormde na de gemeenteraadsverkiezingen van 2012 een bestuurscoalitie met Helemaal Hasselt, de groep rond burgemeester Hilde Claes. Hij besloot echter geen schepenambt op te nemen. Hij had zich vooraf wel kandidaat-burgemeester gesteld.
Voor de Europese verkiezingen in mei 2019 kreeg hij de moeilijk verkiesbare voorlaatste plaats op de CD&V-lijst. Hij werd effectief niet herkozen, en ging vervolgens in december 2019 aan de slag als adjunct-kabinetschef van Europees Commissaris Dubravka Šuica. Omdat hij deze functie moeilijk kon combineren met die van gemeenteraadslid van Hasselt, besloot Belet in januari 2020 om ontslag te nemen uit de Hasseltse gemeenteraad.

## Eretekens
- Ridder in de Leopoldsorde